# Vlezenbeek
Vlezenbeek is een dorp en een van de vijf deelgemeenten van Sint-Pieters-Leeuw, gelegen in het Pajottenland, in de Belgische provincie Vlaams-Brabant. Vlezenbeek was een zelfstandige gemeente tot aan de gemeentelijke herindeling van 1977.

## Bezienswaardigheden
- Het Kasteel van Nederloo
- Het Kasteel Groenenberg
- Het Kasteel Inkendaal
- De Portierswoning 'T huizeke van Toen: vroeger onderdeel van Kasteel Inkendaal[1]
- De beschermde Witseboom: de boom uit de begingeneriek van de televisieserie Witse
- De Onze-Lieve-Vrouwekerk
- De Lourdesgrot van 1958
- Het ongelukskruis van 1729, aan de Konijnestraat

## Natuur
Vlezenbeek ligt aan de oostrand van het Pajottenland op een hoogte van 30-80 meter. De plaats ligt te midden van een weids landschap met vierkanthoeven. 
In het noorden van de deelgemeente ligt het kleine natuurreservaat van de Zobbroekvallei. Op de grens met Gaasbeek, tegenover het Kasteel van Gaasbeek, bevindt zich kasteel en parkdomein Groenenberg.
In het uiterste noorden strekt zich de vallei van de Pedebeek uit.

## Demografische ontwikkeling
- Bronnen:NIS, Opm:1831 tot en met 1970=volkstellingen; 1976 = inwoneraantal op 31 december

## Cultuur

### Evenementen
- Jaarlijks in de maand oktober vindt er in het centrum van het dorp een grote jaarmarkt plaats.
- In augustus vinden elk jaar de Hoebelfeesten plaats.

### Verenigingen
- Muziekvereniging de Ware Eendracht is de plaatselijke muziekvereniging, tot 2022 was de naam Koninklijke Fanfare de Ware Eendracht.
- KLJ Vlezenbeek is de plaatselijke jeugdbeweging, bestaande uit KLJ Vlezenbeek jongens en KLJ Vlezenbeek meisjes.

## Mobiliteit
Het openbaar vervoer in Vlezenbeek wordt enkel aangeboden door De Lijn. Vlezenbeek is bereikbaar vanuit het nabije Brussel en het Pajottenland met behulp van diverse buslijnen. Buslijn 142 (Leerbeek - Gaasbeek - Brussel) vormt een hoofdlijn en doorkruist het centrum van Vlezenbeek. Het Anderlechtse metrostation Erasmus bevindt zich op de grens met Vlezenbeek.
Tot het begin van de jaren 70 reed via de Lenniksebaan in Vlezenbeek een tram L van de Buurtspoorwegen (NMVB). Momenteel wordt dat tracé nog steeds bediend door buslijn 141.

## Economie
Er worden aardbeien geteeld. Brouwerij Lindemans en chocoladeproducent Neuhaus zijn in Vlezenbeek gevestigd.

## Gastronomie
- Lambiek, geuze en kriek (zie ook Brouwerij Lindemans)
- Vlezenbeekse aardbeien
- 4Pajot, een artisanale brouwerij[3]

## Galerij

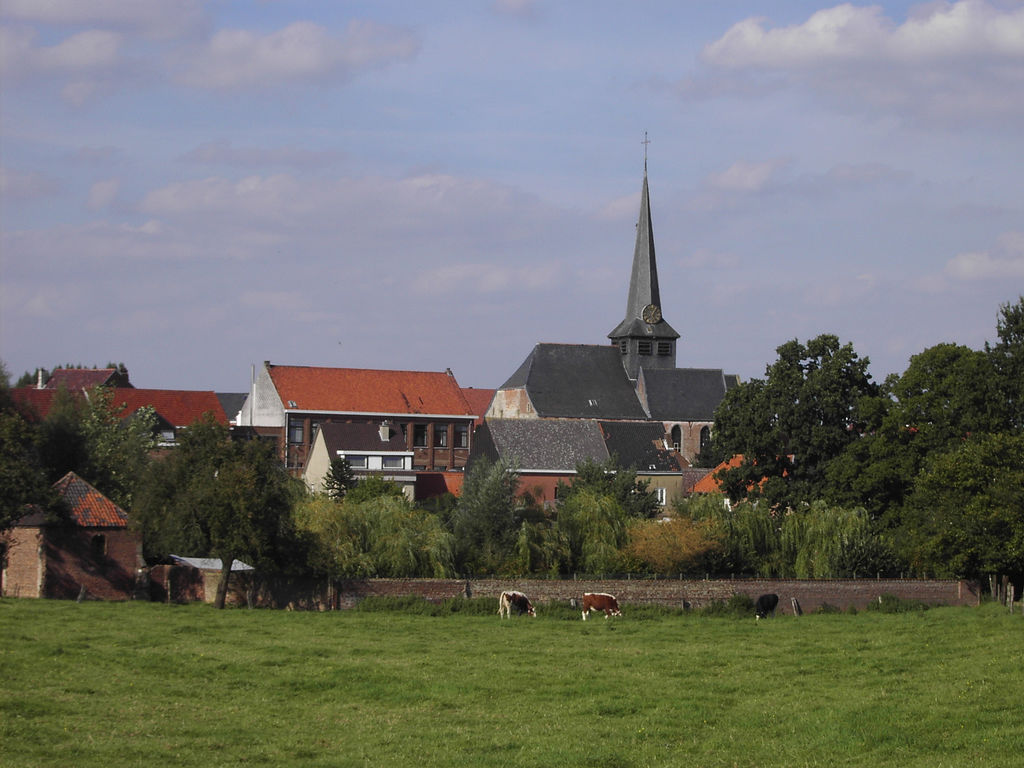
Dorpsgezicht
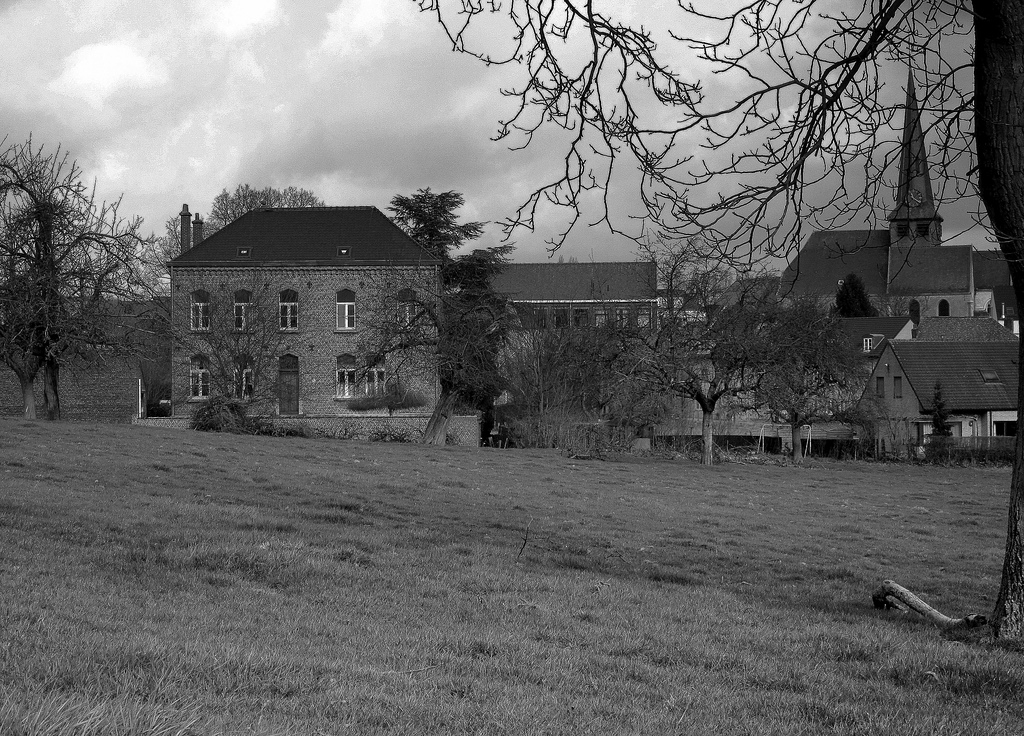
Dorpsgezicht
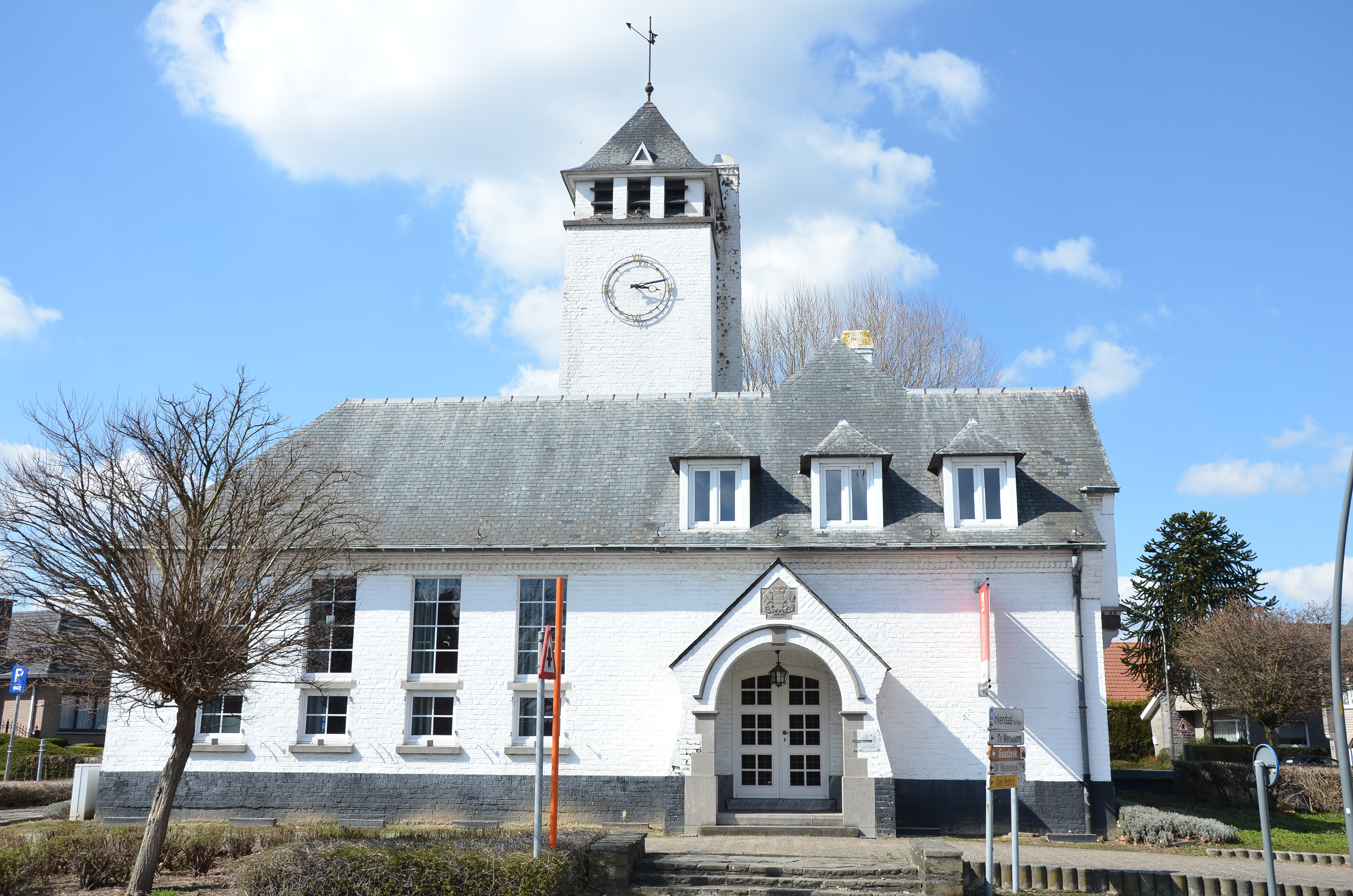
Voormalig gemeentehuis Vlezenbeek, later bibliotheek
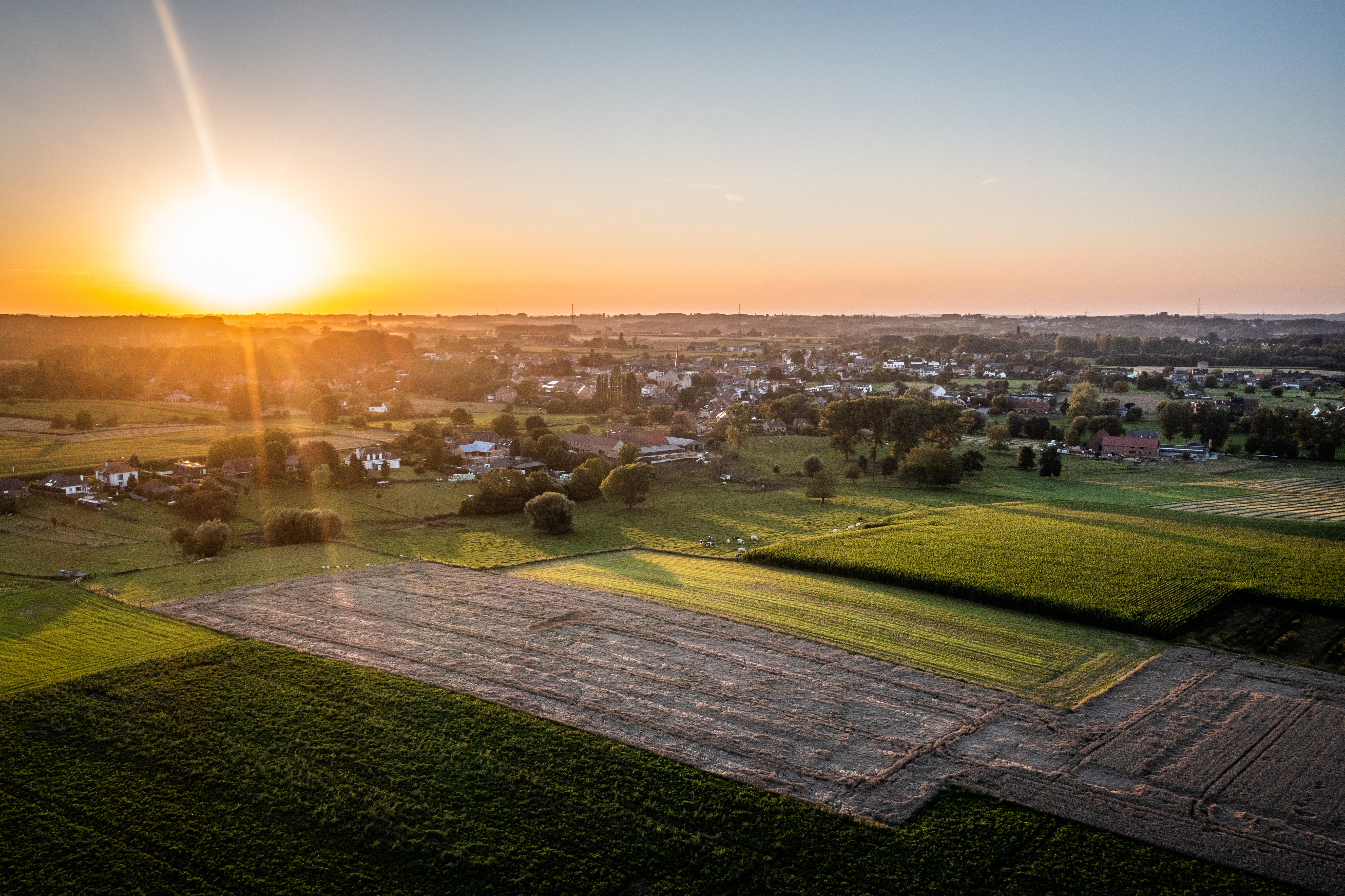
Zicht op Vlezenbeek vanuit de lucht

## Nabijgelegen kernen
Neerpede, Sint-Pieters-Leeuw, Sint-Laureins-Berchem, Sint-Gertrudis-Pede, Sint-Anna-Pede